# Чернушка (приток Кырыкмаса)
Чернушка — река в Удмуртии, левый приток Кырыкмаса.
Длина реки — 10 км. Протекает по слабозаселённой местности на юго-востоке республики. Исток на территории Каракулинского района в 3 км к юго-юго-востоку от деревни Черново. Течёт на север через село и лесной массив Чёрный лес. Впадает в Кырыкмас на территории Сарапульского района, по левому берегу напротив деревни Заборье.

## Данные водного реестра
По данным государственного водного реестра России относится к Камскому бассейновому округу, водохозяйственный участок реки — Иж от истока и до устья, речной подбассейн реки — бассейны притоков Камы до впадения Белой. Речной бассейн реки — Кама.
Код объекта в государственном водном реестре — 10010101212111100027408.